# Paulo Cardoso
Paulo Cardoso (Lisboa, 7 de Setembro de 1953) é um escritor, pintor, astrólogo, professor e ensaísta português.

## Biografia de Paulo Cardoso
Paulo Cardoso nasceu em 1953, em Lisboa. Cresceu perto da Baixa, sob geometrias pombalinas, onde os seus pais se tinham conhecido e decidido fixar-se. A proximidade de umtio seu, eclesiástico que na época da infância de Paulo tinha a seu cargo uma das Igrejas da zona e respectiva congregação paroquial, dá motivo extra para que o jovem aprenda a conhecer a cidade, os seus monumentos, as suas ruelas, e a adivinhar, desde criança, que por debaixo de cada pedra pode esconder-se um segredo dos antepassados, que detrás de cada história antiga repousam pontos de vista pacientemente aguardando quem lhes lance um olhar mais desafiador. Desde cedo, Paulo Cardoso interfere com o pré-estabelecido, reinventando-o; desde sempre que a sua mente move a matéria, revestindo-a de surpreendentes tons de sonho.
O Curso de Química, disciplina em que se licencia, apetrecha-o para um entendimento profundo do mundo físico, de todos os elementos básicos que o compõem e das miraculosas equações entre eles. Por essa altura, uma amiga sua, também estudante mas da área de Humanidades, irá servir de catalisador numa das reacções com maior impacto na vida de Paulo: a sua iniciação na Astrologia.
Os livros que a amiga Elisa lhe traz despertam Paulo Cardoso para toda uma nova forma de compreensão daquilo que o rodeia, fazendo-o oscilar entre o racionalismo da Ciência convencional, em que se formara, e a irrefutável validade que agora também descobre nos conhecimentos esotéricos. Elisa e Paulo começam por testar os ensinamentos dos livros astrológicos traçando os horóscopos um do outro: e os perfis que emergem dessa primeira caracterização, apesar de experimentais, instantaneamente convencem Paulo de que aquele caminho do oculto encerra uma luz que ele não pode deixar de seguir. Estende as suas análises astrais a outros amigos e os resultados espantam os donos das características que a Astrologia de Paulo revela como óbvias, quando para o olhar comum não eram aparentes.
A sua visão global do mundo é, por esta altura, triplamente alicerçada: a via esotérica, na qual entrou pela porta da Astrologia, é complementada (e não contrariada) pela vertente científica da sua formação académica de base, sendo ambas enquadradas pela dimensão estética que Paulo busca e encontra em cada realidade que o circunda.
Concluído o curso de Química, Paulo Cardoso frequentou, simultaneamente, o Conservatório Nacional e a Escola Superior de Belas Artes de Lisboa. Até 1974, vai experimentando várias técnicas como o óleo, o pastel, o carvão, a gravura, e retirando da familiarização com todas elas uma grande intimidade com o suporte do papel, suas limitações e potencialidades.
A partir de 1978, os papéis a que passa também a dedicar-se folheiam-se nas salas de espectáculo: como cenógrafo e como pintor, colabora em diversas encenações de teatro, música e cinema, percorrendo salas lisboetas como o Teatro de São Luís, o Salão Nobre do Conservatório Nacional, o Grande Auditório do Centro Cultural de Belém, e os anfiteatros naturais do Festival dos Capuchos.
Em 1978, lança-se na surpreendente combinação de conteúdos provenientes de duas das áreas nas quais se aperfeiçoara – o Teatro e a Astrologia, fundindo-os no ensaio que háde publicar com o título de: «Frei Luís de Sousa – Uma Leitura Esotérica».
Com prefácio de Ricardo Pais, encenador que desafiara Paulo para fazer a interpretação astrológica da peça, o resultado é um vendaval de originalidade soprando sobre o texto clássico de Almeida Garrett. No capítulo «Caracterização dos Personagens de Acordo com a sua Composição Astrológica», as figuras do drama, e o seu quadro estruturante de motivações, ganham um alicerce adicional, utilíssimo para os actores a quem é revelada uma nova faceta para os seus desempenhos. Por exemplo, há um personagem, presente implicitamente na obra, que Paulo traz à luz com toda a abrangência inescapável da sua sombra: o «Desejado», D. Sebastião. É o Rei mítico quem contamina todos os intervenientes na acção, e Paulo acentua o poder da sua influência mística sobre os personagens, apresentando, por exemplo, esta conclusão: «O Desejado não é apenas mais um retrato sobre o qual [a personagem] Maria formula as suas interrogações, é sobretudo a sua musa inspiradora; D. Sebastião passa para cá do espelho, perde a imagem virtual que caracteriza o Encoberto (substituída pelo Romeiro), e situa-se no presente, alimentando a clarividência de Maria e, por fim, acompanhando-a na morte.»
Na análise do Frei Luís de Sousa, Paulo Cardoso dá especial atenção ao reino do Ar, da Água, do Fogo e da Terra, que dominam também nas pinturas que executa: até 1985, os seus trabalhos são concebidos a preto e branco, num estilo próximo do hiper-realismo que caracteriza esta sua «fase dos Quatro Elementos, dos Planetas, dos Signos». Neste período dos Símbolos, Paulo plasma nos seus quadros aquilo que já havia transportado para o texto teatral: no desenho e na gravura, traduz em símbolos plásticos a linguagem dos Astros. A partir de 1986, abre as telas ao uso da cor, deixando que surjam as «amálgamas de corpúsculos celestes e os turbilhões de estrelas», motivos onde agora se articulam e conjugam os Elementos anteriores.
A sua obra artística começa a ser apreciada em diversos espaços onde faz exposições individuais: em 1987, o seu trabalho chega à Galeria Off Züri, em Zurique, e, no Espaço Poligrupo Renascença, apresenta, em Lisboa, a mostra A Terra vista do Sétimo Céu. A propósito dessa exposição, recordem-se as palavras da saudosa Dr.ª Ana Maria Alves: «Quem é Paulo Cardoso? Um discípulo de Pollock mil anos depois? De Bosch, dois mil anos depois? Os seus quadros são belos. Mas, como diria Kipling ionicamente, “Is it art?” Deixemos a questão aos especialistas. […] À nossa frente, irrecusáveis, estão umas quantas telas e uns quantos desenhos que assinalam um percurso. Percurso filosófico? Talvez. Estético? Sem dúvida. Mas mais. Esta arte que é feita de trabalho manual, tinta, sabedoria das coisas tem também a marca de quem, em tudo, procura o perfeito, o completo, o finalmente apaziguado. Ou seja: a Santidade.»
Ainda em 1987, Cardoso participa também em apresentações colectivas na Galeria Espiral, em Oeiras, e na Galeria R75, em Montechoro, na Galeria de Arte do Casino, no Estoril, na Galeria Sfumato, na Figueira da Foz e, já em 1988, expõe na Galeria EG, no Porto, antes de voltar à capital para participar na exposição Pessoa em Lisboa, no Teatro São Carlos.
Entra assim em cena aquela que será figura central em todos os níveis de trabalho nos quais Paulo opera: Fernando Pessoa. Começa por compor o ensaio Mar Portuguez – a Mensagem Astrológica da Mensagem, no qual Paulo derrama sobre o poema, já mil vezes antes analisado, uma interpretação mais chegada ao espírito esotérico que terá presidido à concepção da obra, logrando assim «desocultar» regiões nunca antes exploradas da genialidade Pessoana. Neste seu trabalho, Paulo Cardoso desvenda a intenção de Pessoa de «estabelecer o paralelismo entre os doze poemas que compõem o “Mar Portuguez” e os doze signos do Zodíaco».
Em ano de Centenário do nascimento do pensador português, Paulo assume uma função que continuará a desempenhar pelo futuro fora: a de embaixador da Cultura Portuguesa quando ainda é tocada a fundo pela sua Alma. Em Paris, Cardoso retira da Astrologia a sábia lição da interdisciplinaridade e reúne numa exposição evocativa de Pessoa, obras oriundas de três disciplinas – a Poesia, a Astrologia e a Pintura – criadas por Paulo para homenagear o poeta.
Em 1990, é a vez de outro dos revolucionários da geração de Orpheu servir de guia na feitura das obras místico-plásticas de Paulo Cardoso, exibidas na Galeria de S. Mamede, em Lisboa. Em catorze telas são deixados Indícios de Ouro alusivos aos poemas que Mário de Sá-Carneiro compilou na obra com (quase) o mesmo nome. Recorrendo aos seus conhecimentos da Química, e assumindo-se como digno sucessor dos antigos magos alquimistas, Paulo Cardoso inovou nos processos técnicos de que se serviu para obter nas telas «ambiências simultaneamente rutilantes e misteriosas». Numa entrevista dada ao Jornal de Letras sobre esta exposição, Cardoso elucidou que «O facto de utilizar, nestes trabalhos, o ouro em folha como matéria plástica, é justamente porque penso que a sua presença física na tela, o seu brilho, a sua densidade, a sua consistência metálica, melhor do que qualquer outro material, podem transmitir a pujança majestática, apoteótica, da linguagem do poeta.» Com estas suas telas poéticas, Paulo é convidado a participar em diversas iniciativas e exposições no âmbito das celebrações do centenário do nascimento de Mário de Sá-Carneiro, tanto em território nacional, como de novo em Paris, no Centro Cultural Português da Fundação Calouste Gulbenkian.
Ainda no ano de 1990, volta a entrar na corrente do Mar Portuguez, inaugurando, na Torre de Belém, uma Instalação com cinco núcleos diferentes, «tantos quantos os impérios da Mensagem pessoana». Durante o evento, Paulo Cardoso fez a apresentação pública do seu ensaio escrito havia dois anos e entretanto publicado pela editorial Estampa. Pelos cinco pisos da Torre de Belém, foram distribuídos vários trabalhos seus:
No 1º núcleo agruparam-se as doze pinturas executadas por Paulo «para ilustrar os doze poemas que compõem a referida parcela da obra pessoana e que são objecto de análise do ensaio»;
O 2º núcleo constituiu-se como zona documental, na qual foram partilhadas com o público as reproduções dos «fragmentos inéditos, manuscritos e dactilografados feitos pelo heterónimo astrólogo Raphael Baldaya», espólio que tem vindo a ser alvo da aturadíssima investigação levada a cabo por Paulo, desde 1982;
Os 3º e 4º núcleos acolheram trípticos imaginados por Paulo, um a partir do poema inicial da obra estudada, intitulado A Europa jaz, posta nos Cotovellos, e o outro a partir do poema final da mesma obra, exclamando «Ó Portugal, hoje és nevoeiro. / É a hora!»;
No 5º e último piso, criou-se uma montagem constituída por pinturas e outros materiais, em forma de pirâmide, a servir de síntese de todo este projecto que Paulo Cardoso criou com o propósito de «evidenciar a importância de Portugal no mundo como nação unificadora, sendo um dos seus intuitos chamar a atenção para o significado simbólico desta função lusitana de repercussões universais, realizada através das Descobertas Marítimas dos Portugueses.» O projecto seguinte não abandona este seu desígnio de exaltação patriótica pela via esotérica, e expande-o além fronteiras. De volta ao Centro Cultural Português, em Paris, Paulo Cardoso apresenta aos franceses «Le Portugal, Carrefour du Monde au Temps des Decouvertes», numa exposição que dedicou «à memoria dos antigos cartógrafos portugueses», em 1991, composta por quatro painéis ilustrativos dos quatro pontos de orientação da Terra, unidos e articulados por intermédio de uma construção piramidal, colocada ao centro do quadrado, simbolizando «a via que estabelece a aliança entre a essência terrestre e divina, pois ela une o tetrágono da base – a matéria, plano dos quatro pontos cardeais e o cume, símbolo da unidade.» Foi desta maneira que Paulo cumpriu outro dos seus objectivos: «representar o pináculo das energias dos quatro cantos do mundo, pretendendo sublinhar o papel de Portugal enquanto ponto de encontro das diferentes energias do planeta.»
É ainda em 1991 que Paulo Cardoso irá completar o projecto Mar Portuguez, somando à instalação da Torre de Belém uma nova exposição de pintura, que desta feita teve lugar no monumento vizinho. Foi no Padrão dos Descobrimentos que também decorreu a apresentação do vídeo Mar Portuguez e a Simbólica da Torre de Belém e do texto que lhe serviu de guião, de novo editado pela Estampa. Com os dois livros publicados e a inclusão do videograma, ficou pronta a box que contém o Conjunto Multimédia Mar Portuguez.
No fim do mesmo ano, Paulo Cardoso foi um dos mais activos contribuintes para o sucesso da «Europália», grande festival cultural realizado na Bélgica, com Portugal como país temático, tendo sido convidado a participar com diferentes trabalhos: escreveu um dos cinco textos que compõem o catálogo da exposição L’Univers Pessoa, patente no Botanique, em Bruxelas, trecho no qual Paulo reflecte sobre «a importância da astrologia na vida e obra de Fernando Pessoa»; entrou nessa mesma exposição com a sua tela O Infante e com uma versão resumida e em língua francesa do seu vídeo Mar Portuguez; realizou uma palestra no Centre Culturel d’Anderlecht, que decidiu ilustrar com um diaporama onde agrupou muitos dos fragmentos manuscritos e dactilografados pertencentes ao espólio esotérico de Pessoa; montou outra exposição com pinturas suas na Jean-Michel Taquet Art Gallery, também na capital Belga, a qual baptizou de Pour- Tout-Graal, designação místico-medieval tão criativa quanto o folheto desdobrável, em estilo origami, concebido por Paulo para servir de cartão-de-visita à exposição.
No ano seguinte, em 1992, Paulo Cardoso continua investido das funções de embaixador informal da cultura lusa, recebendo o convite do Ministério dos Negócios Estrangeiros para acompanhar a delegação portuguesa enviada à Eco-92, no Rio de Janeiro. Na qualidade de artista plástico convidado, Paulo expôs pinturas suas no Pavilhão Português no Riocentro, no Palácio de São Clemente e no Paço Imperial. Muito bem acolhida, a mostra Portugal ou a Reunião dos Quatro Cantos do Mundo regressará ao Brasil em 1993, desta feita a São Paulo, para uma temporada de exibição no SESC Consolação, durante a qual Cardoso protagonizou diversas palestras nas quais explicitou «a relação entre a sua pintura ali patente, a simbólica astrológica e a obra esotérica de Fernando Pessoa».
«Os Quatro Elementos da Antiguidade» são invocados para ajudar Paulo no novo desafio que aceita em 1994/95: a produção de quatro happenings, no T-Clube, subordinados ao tema «T-rânsitos, reflexos de uma viagem por... Mar Portuguez». Novamente nas margens do Tejo, cada um dos eventos decorria durante cerca de trinta dias, iniciando-se sempre com uma festa em honra do Elemento desse mês. Como hóspede do prestigiado espaço em Belém, Cardoso atraiu toda uma nova faixa de interessados para os seus trabalhos e para as reflexões esotéricas. Além das suas obras habituais, introduziu neste projecto uma grande escultura que construiu propositadamente e que «deslizava num cíclico e lento vaivém ao longo do comprimento do lago (Espelho de Água) situado no exterior do edifício. Parecendo flutuar, esta pesada construção de ferro ia sucessivamente remetendo o espectador para o Elemento homenageado». Ao jeito de Da Vinci, desenho, pintura e engenharia mecânica unidos ao serviço da visão holística do seu multifacetado criador.
O Mar Portuguez – Oficina de Artes e Astrologia, abriu as suas comportas a 3 de Dezembro de 1997. Durante dois anos, Paulo Cardoso empenhou-se dedicadamente na concretização de um projecto, desde sempre acalentado por si: a criação de um «Espaço Cultural polivalente que permitisse trabalhar, fazer exposições, ensinar e promover acontecimentos de cariz interdisciplinar que ligassem a música, a literatura e as artes plásticas, ou o esoterismo e a divulgação de novas formas de terapia».
Após ter peregrinado pelas sete partidas, Paulo tornou às rotas da sua infância e decidiu albergar o novo espaço na Rua de São Marçal. O edifício é do século XVIII, do pós-terramoto, de construção pombalina. Nos seus primórdios foi uma padaria, negócio que ainda hoje funciona no prédio ao lado, actualmente uma pastelaria fornecedora de belos bolos. No princípio do século XX, o espaço foi uma loja de bricabraque que sofreu depois uma metamorfose inesperada: a casa reinventou-se como Scarlatti Club, espaço marcante da noite lisboeta por ter sido dos primeiros bares a exibir shows de transformistas. Fazendo jus ao nome, o bar manteve-se ao rubro durante algum tempo mas acabou por fechar portas, tendo o edifício entrado em decadência. É já num estado de completa ruína que Paulo encontra as instalações mas acaba por adquirir o imóvel por este ainda manter preservadas algumas preciosidades como a calçada antiga, algumas ogivas empedradas e as altíssimas saídas dos antigos fornos. A recuperação de toda a área é hercúlea, sendo o próprio Paulo a meter mãos à obra em algumas tarefas e dirigindo ao detalhe todos os trabalhos de restauração do prédio.
O belíssimo resultado está à vista a quem queira deslocar-se ao Mar Portuguez, e o «antes e depois» das obras foram documentados por Paulo nas inúmeras fotografias que foi tirando e que agora estão organizadas num dos recantos do local, tão bem sistematizadas por si como todo o conjunto do vasto acervo pessoal que mantém em arquivo.
Ondulando pelo espaço do Mar Portuguez já navegaram incontáveis exposições, sobretudo de pintura, palestras, lançamentos de livros, cursos de média e longa duração, recitais de música e diversos seminários. Do próprio Paulo, lá se realizaram duas importantes mostras: uma, em 1998, com trabalhos seus de pintura e cartão sobre tela, a que chamou Novos Indícios I, e outra, em 1999, que reuniu desenho e pintura numa Exposição Retrospectiva: Fase Figurativa – de 1973 a 1986.
Em ano de viragem milenar, Paulo Cardoso esteve envolvido noutros dois eventos de relevo: o lançamento do seu livro Indícios de Ouro – às portas de um Novo Milénio, publicação da Hugin, que ocorreu na Livraria Barata, da Avenida de Roma, em simultâneo com a inauguração de outra exposição individual sua com o brilho dos Indícios de Ouro, qual ficou patente no espaço da livraria. O livro retrata o casamento das pinturas místicas de Paulo com os poemas sensacionistas de Sá-Carneiro que as inspiraram e pretende evocar a entrada da civilização «num Tempo Novo, no 5º Império a que aludia Fernando Pessoa, ou, ainda, na chamada Era de Aquário ou Idade de Ouro». Para noite de 31 de Dezembro de 1999, Paulo idealizou e montou um espectáculo de multimédia que teve a servir-lhe de superfície de projecção as paredes exteriores da Torre de Belém. Pouco antes da meia noite, o enigmático show de luz e de som concebido por Paulo a partir dos contornos da Esfera Armilar, evocou duas viagens diferentes: «a dos navegadores Portugueses, no passado, e a da humanidade, no futuro, no terceiro milénio...». O encantamento desta Noite Mágica, assinada por Paulo Cardoso, foi transmitido em directo para todo o mundo, pela RTP Internacional.
A dada altura, aliando a utilidade do encaixe financeiro à agradabilidade do espaço cultural, o Mar Portuguez passa a acumular as funções de Galeria de Antiguidades, expondo e vendendo peças de arte de outros tempos, abrindo também uma pequena livraria especializada nas obras esotéricas. As consultas astrais e os cursos de Astrologia e Tarot ministrados por Paulo e alguns colaboradores também contribuem para a dinamização e sustento da casa.
Paulo Cardoso é um cultor, por excelência, dedicado à promoção do desenvolvimento do pensamento e das posturas esotéricas, em si próprio e também naqueles que o procuram.
Em 2009, a fortíssima correnteza do Mar Portuguez transcendeu o espaço alfacinha onde fluiu livremente durante vários anos e deslocou-se em demanda de novos rumos. Navegar será sempre preciso, e Paulo deixou-se conduzir pelo sedutor apelo de um dos lugares mais místicos das nossas costas: o promontório do Cabo Espichel. É perto desses rochedos misteriosos, desde sempre santuário e local de romarias feitas por todos os povos que foram habitando terras lusas, que está a nascer o novo espaço cultural e esotérico de Paulo.
2010 será então outro ano marcante no currículo de concretizações de Paulo Cardoso. Além de cortar a fita de entrada para este novíssimo refúgio espiritual, serão lançados outros dois livros de sua autoria, cuja escrita foi concluída em 2009.
Todas as suas intervenções visionárias acrescentam sempre uma tremenda mais-valia à dimensão onde surgem. Empreendedor dinâmico e imparável, Paulo continua a cumprir a sua profecia pessoal de uma maneira muito positiva e muito própria: ele não é apenas alguém que, eivado de boa vontade, queria; Paulo Cardoso é aquele que a cada sonho, cria.
__________________________________________________________________________________________________________________________________________
Não há acaso! É isso que quero
dizer quando pinto…
O meu atelier de pintura fica (como
que) ao fundo de um longo corredor que começa na sala de visitas e está situado
mesmo ao lado do laboratório de química, aliás, têm uma porta de comunicação.
Quando vou para o atelier, não
tenho visitas, estou só, preciso de estar só, completamente só. Na verdade, à
excepção do meu filho Ricardo, ninguém me viu pintar. Nesses momentos em que
ele esteve comigo a pintar, não senti que ele lá estava, era como se ele fosse
uma continuação de mim mesmo.
Primeiro preparo meticulosamente
o papel, a tela ou o outro suporte que irei utilizar, reúno os materiais, escolho
as cores, idealizo os tons (normalmente uns dias antes já ando a congeminar certas
ideias e alguns destes elementos).
Nessa espécie de ritual, em que
uso a razão e a intuição em partes iguais, a folha de Ouro é o último factor a
colocar em cima da mesa de apoio. Essa bancada de trabalho faz-me lembrar a
mesa que figura no primeiro arcano do Tarot: a qual contém todas as ferramentas
necessárias para que o personagem ali presente possa realizar as suas tarefas.
Depois de todo este, mais ou
menos longo, processo, que não é muito diferente de uma série de “exercícios de
aquecimento”, e que muitas vezes me lembram os vocalizos de um cantor ou o
tamborilar com os dedos de um instrumentista antes de ir para o palco, estou
pronto. Só falta desligar o telefone e tudo aquilo que possa interromper a viagem
que vou iniciar.
É aí que a razão acaba e o
instinto começa. É nesse momento que ele fica mais à solta. A partir daí não
penso, ou melhor, penso que não penso. Sinto-me ao mesmo tempo agente e meio
(médium…), actor e espectador daquela acção que pode durar horas, muitas horas.
Quando estou na fase da
concepção, mais preocupado com a forma, sinto, mais forte, a presença da razão,
quando uso a cor, como que liberto o instinto, a emoção, o sentimento, a
intuição…
Só integro o Ouro no trabalho
quando sinto que a obra está quase terminada, prestes a atingir um ponto de
harmonia, tal como é “cantado” na Pedra Filosofal.
Depois de tudo isto ainda há uma
correria contra o tempo: as tintas e os vernizes começam a secar, os catalisadores
a actuarem, os oxidantes a fazerem a sua função, os retardadores aqui e ali a
estancarem o decurso das reacções químicas, e o Ouro a embeber-se lentamente na
cor, a combinar-se com o azul céu, com o vermelho sangue ou com o verde
esmeralda.
Tudo isto acontece de acordo com
uma lei que sinto e não vejo, que alberga tudo ao nosso redor e na qual todos participamos.
Uma ordem cósmica que é a expressão da sintonia do homem com o universo, que relaciona
o real com o transcendente, a matéria com o espírito. Uma força que dita que o
caos não existe, que não há acaso.
Na maior parte das vezes quando saio do atelier começam a aparecer os primeiros raios de sol, dourados, no
horizonte.
Agosto de 2009.